# Tata Nexon

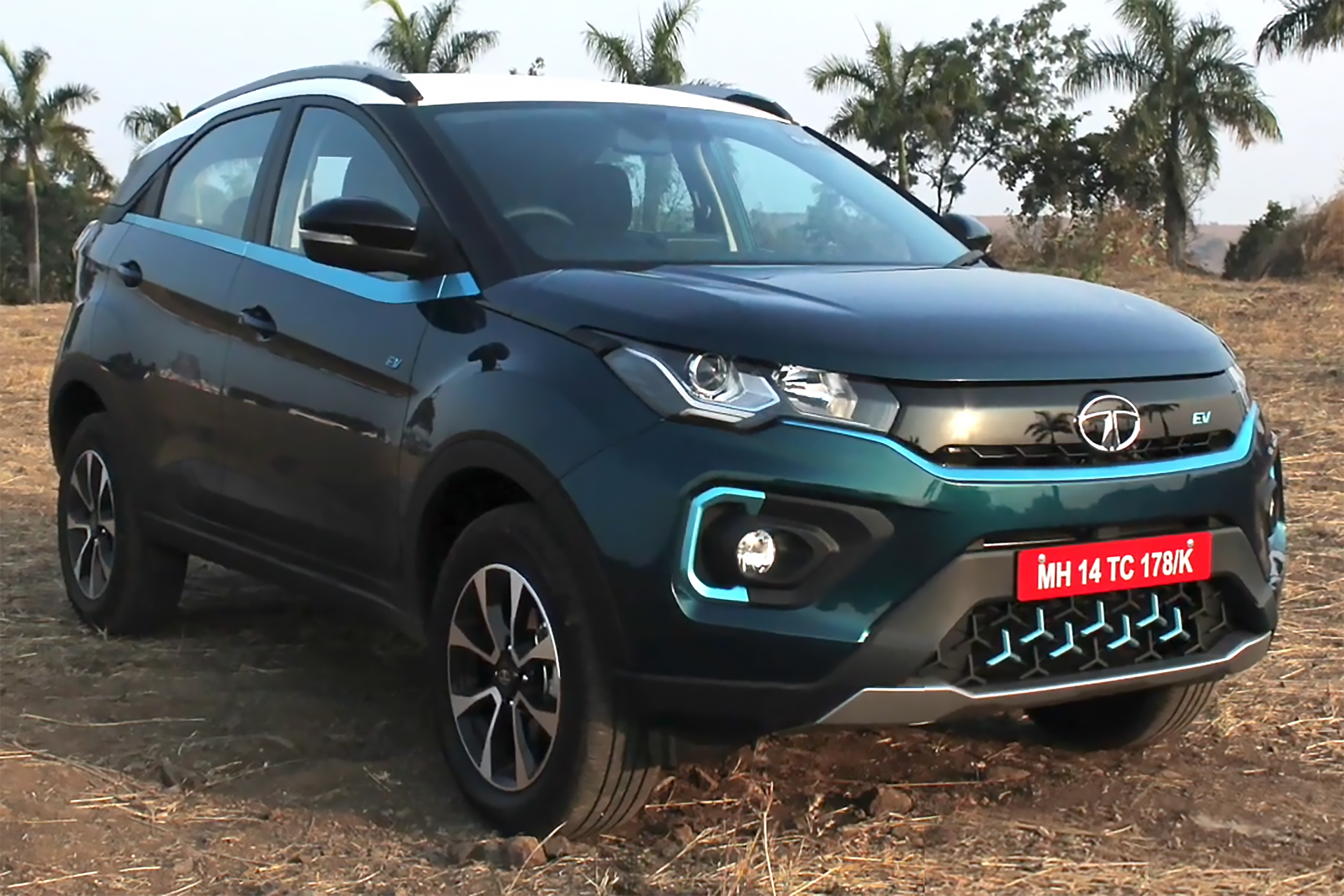
Tata Nexon EV (2020–2023)

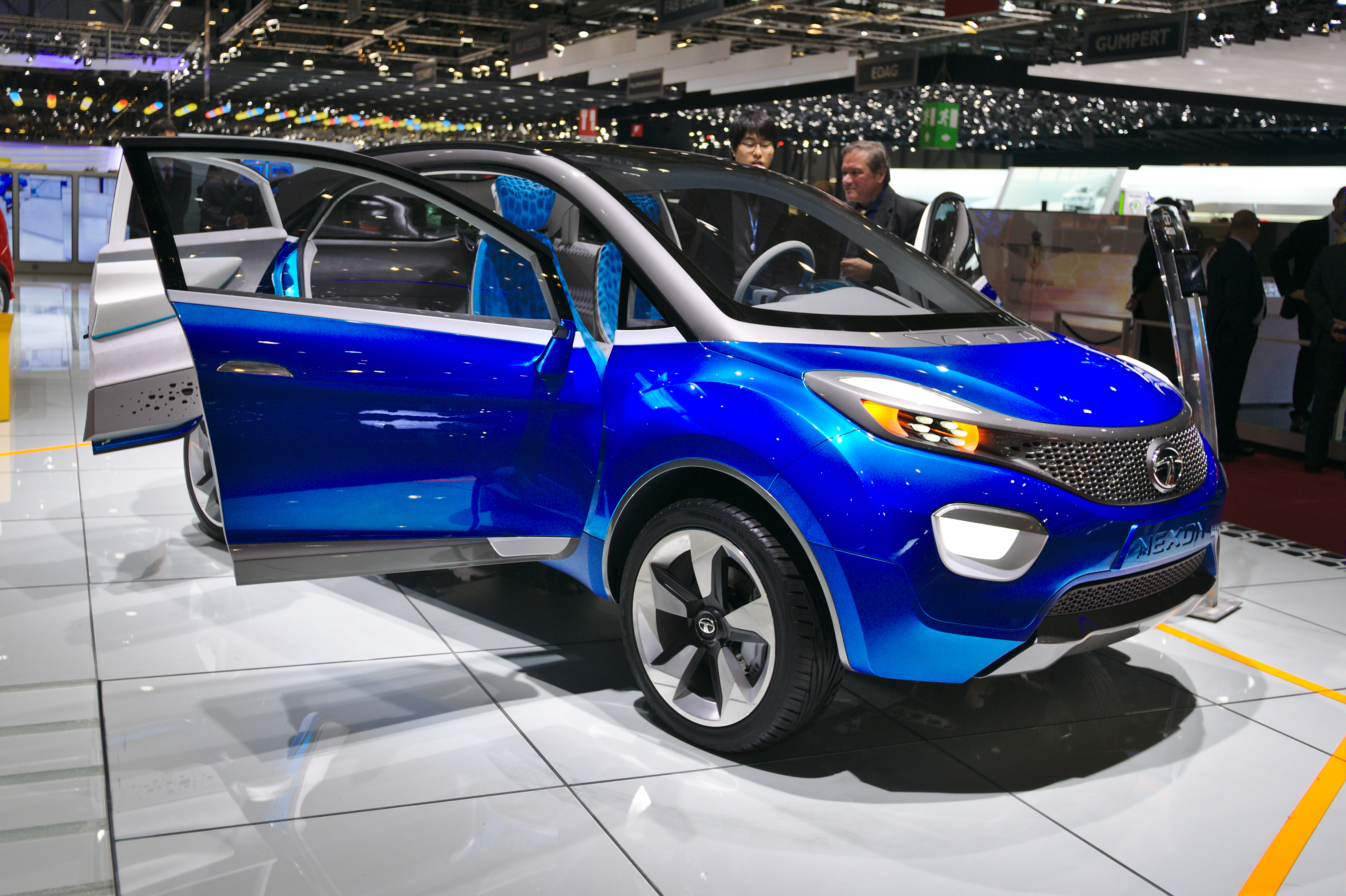
Tata Nexon Concept auf dem Genfer Auto-Salon 2014

Der Tata Nexon ist ein Sport Utility Vehicle des indischen Automobilherstellers Tata Motors auf der X1-Plattform. Sie wurde im Jahr 2008 mit dem Tata Indica Vista eingeführt.

## Geschichte
Das Fahrzeug wurde 2014 als Tata Nexon Concept auf dem 84. Genfer Auto-Salon angekündigt. Eine seriennahe Version zeigte Tata Motors auf der Auto Expo Anfang 2016 in Neu-Delhi, ehe das Serienfahrzeug 2017 in Genf vorgestellt wurde. In Indien wird der Nexon seit September 2017 verkauft. Im Januar 2020 wurde ein Facelift präsentiert. Eine weitere Überarbeitung folgte im September 2023.
Im September 2018 präsentierte Tata zum einjährigen Bestehen der Baureihe das Sondermodell Nexon Kraz, das unter anderem neon-grüne Applikationen hat.
Eine batterieelektrisch angetriebene Version des Nexon wurde im Dezember 2019 vorgestellt. Eine Version mit mehr Reichweite debütierte im Mai 2022.
Im Juli 2021 wurde das Sondermodell Dark Edition vorgestellt. Wie es der Name schon nahelegt, ist diese Version in dunklen Farben lackiert. Auch im Innenraum werden hauptsächlich dunkle Elemente verwendet. Auf diesem Modell basiert die Red Dark Edition, die im Februar 2023 präsentiert wurde. Sie hat auch rotfarbene Elemente.

## Technische Daten
Den Antrieb des rund vier Meter langen SUV übernimmt entweder ein 1,2-Liter-Ottomotor oder ein 1,5-Liter-Dieselmotor. Insgesamt stehen vier Ausstattungsvarianten zur Auswahl.
Die elektrisch angetriebene Version hat einen Lithium-Ionen-Akkumulator mit einer Kapazität von 30,2 kWh. Der 2022 eingeführte EV Max hat 40,5 kWh. 2024 folgte dann noch eine Version mit 46,1 kWh.
|                            | 1.2                                                                        | 1.2                                                                        | 1.5 Diesel                                                                 | 1.5 Diesel                                                                 | EV Prime                                                                   | EV Max                                                                     | EV 45                                                                      |
| Bauzeitraum                | 09/2017–01/2020                                                            | seit 01/2020                                                               | 09/2017–09/2023                                                            | seit 09/2023                                                               | seit 01/2020                                                               | 05/2022–02/2025                                                            | seit 09/2024                                                               |
| Motorkenndaten             |                                                                            |                                                                            |                                                                            |                                                                            |                                                                            |                                                                            |                                                                            |
| Motortyp                   | R3-Ottomotor                                                               | R3-Ottomotor                                                               | R4-Dieselmotor                                                             | R4-Dieselmotor                                                             | Elektromotor                                                               | Elektromotor                                                               | Elektromotor                                                               |
| Motoraufladung             | Turbolader                                                                 | Turbolader                                                                 | Turbolader                                                                 | Turbolader                                                                 | —                                                                          | —                                                                          | —                                                                          |
| Hubraum                    | 1198 cm³                                                                   | 1199 cm³                                                                   | 1497 cm³                                                                   | 1497 cm³                                                                   | —                                                                          | —                                                                          | —                                                                          |
| max. Leistung bei min−1    | 81 kW (110 PS) / 5000                                                      | 88 kW (120 PS) / 5500                                                      | 81 kW (110 PS) / 4000                                                      | 85 kW (116 PS) / 3750                                                      | 96 kW (131 PS)                                                             | 105 kW (143 PS)                                                            | 110 kW (150 PS)                                                            |
| max. Drehmoment bei min−1  | 170 Nm / 1750–4000                                                         | 170 Nm / 1750–4000                                                         | 260 Nm / 1500–2750                                                         | 260 Nm / 1500–2750                                                         | 245 Nm                                                                     | 250 Nm                                                                     | 215 Nm                                                                     |
| Kraftübertragung           |                                                                            |                                                                            |                                                                            |                                                                            |                                                                            |                                                                            |                                                                            |
| Antrieb, serienmäßig       | Vorderradantrieb                                                           | Vorderradantrieb                                                           | Vorderradantrieb                                                           | Vorderradantrieb                                                           | Vorderradantrieb                                                           | Vorderradantrieb                                                           | Vorderradantrieb                                                           |
| Getriebe, serienmäßig      | 6-Gang-Schaltgetriebe                                                      | 6-Gang-Schaltgetriebe                                                      | 6-Gang-Schaltgetriebe                                                      | 6-Gang-Schaltgetriebe                                                      | 1-Gang-Reduktionsgetriebe                                                  | 1-Gang-Reduktionsgetriebe                                                  | 1-Gang-Reduktionsgetriebe                                                  |
| Fahrwerk                   |                                                                            |                                                                            |                                                                            |                                                                            |                                                                            |                                                                            |                                                                            |
| Radaufhängungen            | vorn: MacPherson-Federbeine, Dreiecksquerlenker hinten: Verbundlenkerachse | vorn: MacPherson-Federbeine, Dreiecksquerlenker hinten: Verbundlenkerachse | vorn: MacPherson-Federbeine, Dreiecksquerlenker hinten: Verbundlenkerachse | vorn: MacPherson-Federbeine, Dreiecksquerlenker hinten: Verbundlenkerachse | vorn: MacPherson-Federbeine, Dreiecksquerlenker hinten: Verbundlenkerachse | vorn: MacPherson-Federbeine, Dreiecksquerlenker hinten: Verbundlenkerachse | vorn: MacPherson-Federbeine, Dreiecksquerlenker hinten: Verbundlenkerachse |
| Bremsen                    | vorn: Scheibenbremsen hinten: Trommelbremsen                               | vorn: Scheibenbremsen hinten: Trommelbremsen                               | vorn: Scheibenbremsen hinten: Trommelbremsen                               | vorn: Scheibenbremsen hinten: Trommelbremsen                               | vorn: Scheibenbremsen hinten: Trommelbremsen                               | vorn: Scheibenbremsen hinten: Trommelbremsen                               | vorn: Scheibenbremsen hinten: Trommelbremsen                               |
| Lenkung                    | Ritzel und Zahnstange                                                      | Ritzel und Zahnstange                                                      | Ritzel und Zahnstange                                                      | Ritzel und Zahnstange                                                      | Ritzel und Zahnstange                                                      | Ritzel und Zahnstange                                                      | Ritzel und Zahnstange                                                      |
| Messwerte                  |                                                                            |                                                                            |                                                                            |                                                                            |                                                                            |                                                                            |                                                                            |
| Höchstgeschwindigkeit      | 170 km/h                                                                   |                                                                            | 180 km/h                                                                   |                                                                            |                                                                            |                                                                            |                                                                            |
| Beschleunigung, 0–100 km/h | 15,0 s                                                                     |                                                                            | 13,8 s                                                                     |                                                                            | 9,9 s                                                                      | 9,0 s                                                                      | 8,9 s                                                                      |
| Tankinhalt                 | 44 l                                                                       | 44 l                                                                       | 44 l                                                                       | 44 l                                                                       | —                                                                          | —                                                                          | —                                                                          |
| Batterie                   | —                                                                          | —                                                                          | —                                                                          | —                                                                          | 30,2 kWh                                                                   | 40,5 kWh                                                                   | 46,1 kWh                                                                   |